# Los vecinos en guerra
Los Vecinos en Guerra é uma telenovela Argentina coproduzido por Underground Contenidos e Endemol para Telefe em 2013, começou a transmitir em 15 de abril de 2013, de segunda a quinta-feira às 21:30 pm.

## Elenco
- Diego Torres como «Rafael 'Rafa' Crespo»
- Eleonora Wexler como «Lisa Ramos/Mercedes 'Mecha' Maidana»
- Mónica Antonópulos como «Ivana Barreiro»
- Marco Antonio Caponi como  «Fernando Crespo»
- Mike Amigorena como «Alex López/Mayorga»
- Jorgelina Aruzzi como « norita»
- Candela Vetrano  como  « Paloma »
- Gaston soffriti  como  « Lucas »

## Exibição
- Argentina: Telefe (emissora original)
- Uruguai: Monte Carlo TV